# Kryptoglanis shajii
Kryptoglanis shajii es una especie de pez actinopeterigio de agua dulce, la única del género monotípico Kryptoglanis que a su vez es el único de la familia Kryptoglanidae.

## Morfología
Pequeño cuerpo alargado con una longitud máxima descrita de 5,9 cm los machos y 5,4 las hembras. Esta especie se distingue de otras especies siluriformes por el siguiente conjunto de caracteres: sin aleta dorsal, aleta anal con base larga y completamente confluente con aleta caudal, con 70 a 74 radios en las aletas anal y caudal, ojos subcutáneos, boca dirigida hacia arriba con mandíbula inferior que sobresale claramente, aleta pectoral tipo ventilador sin espinas, así como cuatro pares de barbillas.

## Biología
La especie se ha descrito a partir de especímenes recolectados de pozos de 5,5 m de profundidad que contienen agua, situados en la ladera de un terreno montañoso y que reciben agua de manantiales subterráneos. Las hembras recogidas tenían vientre distendido con huevos maduros. En el laboratorio, los peces prosperan alimentándose de los nauplios de Artemia y de lombrices.

## Distribución y hábitat
Se distribuye por ríos del sur de Asia, en las montañas Ghats occidentales en Kerala (India).
Son peces de agua dulce tropical, de hábitat bentopelágico. Habita arroyos subterráneos, descubierto por habitar también en aguas abiertas sobre los arrozales y las fuentes de agua que alimentan dichos arrozales; se encuentra principalmente escondido entre la vegetación sumergida presente en los lados del cuerpo de agua.